# Championnat de Libye de football 1991-1992
Navigation
Saison précédente Saison suivante
La saison 1991-1992 du Championnat de Libye de football est la vingt-quatrième édition du championnat de première division libyen. Vingt-et-un clubs prennent part au championnat organisé par la fédération. Les équipes sont regroupées au sein d'une poule unique où elles rencontrent leurs adversaires une seule fois au cours de la saison. À l'issue du championnat, les trois derniers du classement sont relégués et remplacés par le champion de Second Division.
C'est le club d'Al Ahly Benghazi qui remporte la compétition, après avoir terminé en tête du classement final, avec un seul point d'avance sur Al Ahly Tripoli et quatre sur un trio composé d'Al Medina Tripoli, de Darnes Darnah et d'Al Wahda Tripoli. C'est le quatrième titre de champion de Libye de l'histoire du club.

## Les clubs participants
| - Al Medina Tripoli - Al Ahly Benghazi - Al Ittihad Tripoli - Al Tahaddy Benghazi - Al Africy - Al Shorta Tripoli - Alakhdhar S.C. - Al Mahalah Tripoli - Al Tersana Tripoli - Rafik Sorman - Al Ittihad Gheryan | - Al Ahly Tripoli - Al Nasr Benghazi - Al Wahda Tripoli - Al Hilal Benghazi - Asswehly Sports Club - Al Soukour Tobrouk - Al Dhahra Tripoli - Darnes Darnah - Al Murooj - Al Ittihad Taajoura |

## Compétition

### Classement
Le classement utilise le barème suivant :
- Victoire : 3 points
- Match nul : 2 points
- Défaite : 1 point

| Rang | Équipe               | Pts | J  | G  | N  | P  | Bp | Bc | Diff |
| ---- | -------------------- | --- | -- | -- | -- | -- | -- | -- | ---- |
| 1    | Al Ahly Benghazi     | 49  | 20 | 12 | 5  | 3  | 22 | 7  | +15  |
| 2    | Al Ahly Tripoli      | 48  | 20 | 10 | 8  | 2  | 21 | 10 | +11  |
| 3    | Al Medina Tripoli    | 45  | 20 | 8  | 9  | 3  | 21 | 9  | +12  |
| 4    | Darnes Darnah        | 45  | 20 | 8  | 9  | 3  | 20 | 13 | +7   |
| 5    | Al Wahda Tripoli     | 45  | 20 | 6  | 13 | 1  | 20 | 14 | +6   |
| 6    | Al Ittihad TripoliT  | 43  | 20 | 8  | 7  | 5  | 23 | 17 | +6   |
| 7    | Al Murooj            | 43  | 20 | 7  | 9  | 4  | 17 | 15 | +2   |
| 8    | Al Ittihad Gheryan   | 42  | 20 | 7  | 8  | 5  | 18 | 11 | +7   |
| 9    | Al Nasr Benghazi     | 41  | 20 | 8  | 5  | 7  | 26 | 18 | +8   |
| 10   | Al Hilal Benghazi    | 40  | 20 | 5  | 10 | 5  | 15 | 11 | +4   |
| 11   | Rafik Sorman         | 40  | 20 | 6  | 8  | 6  | 18 | 22 | -4   |
| 12   | Al Mahalah Tripoli   | 40  | 20 | 5  | 10 | 5  | 18 | 22 | -4   |
| 13   | Al Tersana Tripoli   | 39  | 20 | 5  | 9  | 6  | 25 | 20 | +5   |
| 14   | Alakhdhar S.C.       | 39  | 20 | 4  | 11 | 5  | 18 | 21 | -3   |
| 15   | Al Africy            | 39  | 20 | 4  | 11 | 5  | 7  | 11 | -4   |
| 16   | Asswehly Sports Club | 38  | 20 | 6  | 6  | 8  | 14 | 15 | -1   |
| 17   | Al Soukour Tobrouk   | 38  | 20 | 3  | 12 | 5  | 11 | 14 | -3   |
| 18   | Al Dhahra Tripoli    | 38  | 20 | 4  | 10 | 6  | 10 | 14 | -4   |
| 19   | Al Tahaddy Benghazi  | 37  | 20 | 5  | 7  | 8  | 22 | 21 | +1   |
| 20   | Al Ittihad Taajoura  | 27  | 20 | 1  | 5  | 14 | 14 | 35 | -21  |
| 21   | Al Shorta Tripoli    | 24  | 20 | 0  | 4  | 16 | 20 | 46 | -26  |

| Qualifications et relégations | Qualifications et relégations         |
| ----------------------------- | ------------------------------------- |
|                               | Champion de Libye 1991-1992           |
|                               | Relégation directe en Second Division |
|                               | T : Tenant du titre                   |

## Bilan de la saison
| Championnat de Libye de football 1991-1992 |                             |
| Champion                                   | Al Ahly Benghazi (4e titre) |
| Coupes et trophées                         |                             |
| Vainqueur de la Coupe de Libye 1991-1992   | Non disputée                |
| Qualifications continentales               |                             |
| Coupe d'Afrique des clubs champions 1993   | Aucun                       |
| Coupe des Coupes 1993                      | Aucun                       |
| Coupe de la CAF 1993                       | Aucun                       |
| Promotions et relégations                  |                             |
| Promus en Premier League                   | Al Majd Tripoli             |
| Relégués en Second Division                | Al Tahaddy Benghazi         |
| Relégués en Second Division                | Al Ittihad Taajoura         |
| Relégués en Second Division                | Al Shorta Tripoli           |